# Mountain Lakes (New Hampshire)
Mountain Lakes è un census-designated place (CDP) degli Stati Uniti d'America, situato nello stato del New Hampshire, nella contea di Grafton.